# 4320 Jarosewich
4320 Jarosewich è un asteroide della fascia principale. Scoperto nel 1981, presenta un'orbita caratterizzata da un semiasse maggiore pari a 2,1967532 UA e da un'eccentricità di 0,1130338, inclinata di 6,44659° rispetto all'eclittica.